# Президентские визиты США в СССР и Россию
В этой статье собраны все визиты президентов США в СССР и Российскую Федерацию.

## Президенты США

### Рузвельт, Франклин Делано
Франклин Делано Рузвельт был первым президентом США, посетившим СССР. Первый визит состоялся 4 февраля 1945 г. в Ялте, где проходила Ялтинская конференция, в которой принимали участие премьер-министр Великобритании, Уинстон Черчилль и председатель Совета Министров СССР Иосиф Сталин. Визит Рузвельта продолжался до 11 февраля, после чего он отправился обратно в США.

### Никсон, Ричард
22−30 мая 1972 года 37-й Президент США Ричард Никсон со своей женой Тельмой Кэтрин Райян прибыли в СССР для встречи с тогдашним главой ЦК КПСС Леонидом Брежневым. Во время встречи Никсон и Брежнев подписали договор ОСВ-1 (Договор об ограничении стратегического вооружения).
Второй и последний визит в СССР Никсон совершил 27 июня — 3 июля 1974 года. Президент Никсон вместе с Брежневым посетил Крым. Спустя месяц он ушел в отставку с поста президента США в связи с Уотергейтским скандалом.

### Форд, Джеральд Рудольф
23−24 ноября 1974 году новый президент США Джеральд Форд прибыл в СССР и встретился с Леонидом Брежневым во Владивостоке для согласования мер по подписанию ОСВ-2 и количественных «потолков» на некоторые виды межконтинентальных баллистических ракет. В 1992 году посетил базу Черноморского Флота в городе Севастополь. Посетил также Мемориал погибшим в Крымской войне.

### Рейган, Рональд
29 мая — 2 июня 1988 года, Рональд Рейган, за год до окончания срока его каденции, приехал в Москву для продолжения переговоров о подписании договора РСМД (Договор о ликвидации ракет малой и средней дальности), ослабившей напряжение между США и СССР после роста между двумя государствами во время Афганской войны.

### Буш, Джордж Герберт Уокер
До своего каденства, как президента США, он был в СССР, несколько раз, 1982, 1984 и 1985 годах на похоронах советских лидеров Брежнева, Андропова и Черненко, а уже во время каденства, он нанес визит в июле-августе 1991 года, где приехал сначала в столицу СССР-Москву на саммит с Горбачевым,
Второй визит Буш старший осуществил 2-3 января 1993 года в столицу Российской Федерации - Москву, и подписал договор СНВ-2, запретивший использование баллистических ракет с разделяющимися головными частями.
Уже после сложения полномочий президента США. В 2001 году он встретился с президентом Российской Федерации Владимиром Путиным. В 2007 году присутствовал на похоронах Бориса Ельцина.

### Клинтон, Билл
12-15 января 1994 года Клинтон вместе с Ельциным и президентом Украины Кравчуком подписал трехстороннее заявление и приложение к нему «О ликвидации ядерного оружия на территории Украины». Также была принята российско-американская декларация о стратегическом партнерстве.
9-11 мая 1995 года Клинтон организовал завтрак с оппозицией — с Геннадием Зюгановым, Григорием Явлинским, Егором Гайдаром и др. (не пригласили туда лишь Владимира Жириновского, посчитав его слишком ультраправым). Во время этой поездки президент США также посетил парад в честь Дня Победы — первый в новейшей истории России.
3-5 июня 2000 года он подписал с Путиным Заявление о принципах стратегической стабильности и Меморандум о создании совместного центра обмена данными систем раннего предупреждения и уведомления о пусках ракет — первого в истории российско-американских отношений.

### Буш, Джордж Уокер
23-26 мая 2002 года вместе с президентом Владимиром Путиным подписал Декларацию о новых стратегических отношениях между РФ и США, подтвердившую курс на тесное сотрудничество по всем глобальным вопросам, а также Договор о сокращении стратегических наступательных потенциалов.
31 мая — 1 июня 2003 года приезжал в Санкт-Петербург на празднование 300-летия города.
8-9 мая 2005 года посетил Парад Победы в Москве.

### Обама, Барак
6-8 июля 2009 года по итогам переговоров в Кремле Обама и Медведев подписали пакет документов по вопросам противоракетной обороны, дальнейшему сокращению стратегических наступательных вооружений, а уже через год был заключен договор СНВ-III — очередной документ об ограничении ядерных арсеналов. Обама возложил венок к Могиле Неизвестного Солдата, выступил с речью перед выпускниками Российской экономической школы и провел переговоры с Владимиром Путиным на завтраке в «русском стиле» — с самоваром и в сопровождении оркестра народных инструментов.
5-6 сентября 2013 года участвовал в саммите G20 в Санкт-Петербурге.

## Вице-президенты

### Уоллес, Генри (1941—1945)
6 июня 1944 года город Красноярск посетил вице-президент США напарник Франклина Рузвельта Генри Уоллес.

### Никсон, Ричард (1953—1961)
29 июля 1959 года посетил Москву вице-президент Ричард Никсон. В ходе визита Никсон побывал в Новосибирске и Свердловске.

### Буш Джордж старший
15 ноября 1982 посетил похороны Леонида Брежнева.
14 февраля 1984 посетил похороны Юрия Андропова.
12 марта 1985 посетил похороны Константина Черненко.

### Байден Джозеф
2011 посетил Москву.